# Alonso Balmaseda
Alonso de Balmaseda fou un religiós agustí d'origen andalús, natural de la ciutat de Lucena que fou bisbe de Cassano (1670 - 1673) i de Girona (1673 -1679). Fou presentat a Roma com a bisbe de Cassano al Regne de Nàpols, des d'on vingué a la península i trobant-se a Madrid fou promogut a la seu de Girona per la mort de Francesc Dou, prenent possessió el 13 de desembre de 1673.